# Seznam zápasů íránské fotbalové reprezentace na MS
Íránská fotbalová reprezentace byla celkem 6x na mistrovstvích světa ve fotbale a to v letech 1978, 1998, 2006, 2014, 2018, 2022.
- Aktualizace po MS 2022 - Počet utkání - 18 - Vítězství - 3x - Remízy - 4x - Prohry - 11x

| Číslo | Soupeř              | Výsledek | MS      | Fáze turnaje       | Góly Íránu                            |
| ----- | ------------------- | -------- | ------- | ------------------ | ------------------------------------- |
| 1.    | Nizozemsko          | 0 – 3    | MS 1978 | základní skupina 4 | Ne                                    |
| 2.    | Skotsko             | 1 – 1    | MS 1978 | základní skupina 4 | Iraj Danaeifard                       |
| 3.    | Peru                | 1 – 4    | MS 1978 | základní skupina 4 | Hassan Rowshan                        |
| 4.    | Jugoslávie          | 0 – 1    | MS 1998 | základní skupina 1 | Ne                                    |
| 5.    | USA                 | 2 – 1    | MS 1998 | základní skupina 1 | Hamid Reza Estili, Mehdi Mahdavikia   |
| 6.    | Německo             | 0 – 2    | MS 1998 | základní skupina 1 | Ne                                    |
| 7.    | Mexiko              | 1 – 3    | MS 2006 | základní skupina D | Yahya Golmohammadi                    |
| 8.    | Portugalsko         | 0 – 2    | MS 2006 | základní skupina D | Ne                                    |
| 9.    | Angola              | 1 – 1    | MS 2006 | základní skupina D | Sohrab Bakhtiarizadeh                 |
| 10.   | Nigérie             | 0 – 0    | MS 2014 | základní skupina F | Ne                                    |
| 11.   | Argentina           | 0 – 1    | MS 2014 | základní skupina F | Ne                                    |
| 12.   | Bosna a Hercegovina | 1 – 3    | MS 2014 | základní skupina F | Rezá Ghúčanedžhád                     |
| 13.   | Maroko              | 1 – 0    | MS 2018 | základní skupina B | Azíz Buhaddúz (vlastní branka Maroka) |
| 14.   | Španělsko           | 0 – 1    | MS 2018 | základní skupina B | Ne                                    |
| 15.   | Portugalsko         | 1 – 1    | MS 2018 | základní skupina B | Karím Ansárífárd (penalta)            |
| 16.   | Anglie              | 2 – 6    | MS 2022 | základní skupina B | Mahdí Taremí (2, druhý z penalty)     |
| 17.   | Wales               | 2 – 0    | MS 2022 | základní skupina B | Rúzbe Češmí, Rámín Rezajíán           |
| 18.   | USA                 | 0 – 1    | MS 2022 | základní skupina B | Ne                                    |